# Fredrik Strømstad
Fredrik Strømstad (* 2. Januar 1982 in Kristiansand) ist ein ehemaliger norwegischer Fußballspieler.

## Vereinskarriere

### Kind aus Kristiansand
Strømstad begann seine Karriere im Alter von vier Jahren in der Jugend seines Heimatvereins IK Start. Dort durchlief er alle Jugendmannschaften, ehe er im Alter von 18 Jahren einen Vertrag für die Profiabteilung erhielt. Im ersten Jahr noch ohne Einsatz, erhielt er bereits in seiner zweiten Spielzeit einen Stammplatz. Zum Ende der Saison belegte man den zweiten Tabellenrang und stieg in die Tippeligaen auf. Es folgte eine Katastrophensaison. Start belegte ab der ersten Runde den letzten Tabellenrang und war in allen Belangen nicht erstligareif. Strømstad selbst, spielte oftmals aufreizend und ließ vor allem die Defensivarbeit komplett außen vor. In Folge kam die sportliche Leitung von Start zu der Erkenntnis, seinen Jungstar im Abstiegskampf nicht gebrauchen zu können und verlieh ihn zur Drittligisten Bærum SK.
Während Start zum Saisonende sang- und klanglos wieder aus den Tippeligaen abstieg, feierte Strømstad mit Bærum den Meistertitel in der 2. Division Gruppe 2 und den damit verbundenen Aufstieg in die Adeccoligaen. Er steuerte zwei Tore in sieben Saisonspielen dazu bei.
In Folge holte Start seinen „verlorenen Sohn“ wieder nach Hause, wo Strømstad sich als geläutert präsentierte. Er zeigte auch kämpferische Facetten und übernahm immer mehr Verantwortung im Spiel von Kristiansund. Er harmonierte auch immer besser mit dem ebenfalls aus Kristiansand stammenden Talent Kristofer Hæstad, wodurch Start auf einmal eines der talentiertesten Mittelfeldduos Norwegens in seinen Reihen hatte.
2004 feierte man den unangefochtenen Wiederaufstieg in die höchste norwegische Spielklasse, wo man in Folge für Furore sorgen sollte. Mit einem überragend aufspielenden Strømstad kämpfte man bis zur letzten Runde um den Meistertitel in Norwegen, wurde lediglich mit einem Punkt Rückstand Vizemeister hinter Vålerenga Oslo. Seine Leistungen blieben auch dem norwegischen Nationalmannschaftstrainer Åge Hareide nicht verborgen, der ihn zum ersten Mal für Norwegen nominierte. Noch während der Saison kam es zu mehreren Abwerbungsversuchen aus Norwegen wie etwa von Rosenborg Trondheim oder Brann Bergen, welche er allesamt ablehnte. In Folge gab er in einem Interview bekannt, nie mehr für einen anderen Verein in Norwegen spielen zu wollen:

„Rosenborg und Brann wollten mich, aber es wäre ein Fehler für einen Spieler wie mich, einem Kind aus Kristiansand, zu einem anderen Norwegischen Verein zu wechseln“

In der Saison 2006 verlor er kurzfristig seinen kongenialen Mittelfeldpartner Hæstad, der auf Leihbasis zu Wigan Athletic nach England wechselte. Dies machte sich auch mit einem 6. Tabellenplatz in der Endtabelle bemerkbar. 2007 folgte eine weitere schwache Spielzeit, die für Start mit einem weiteren, wenn auch unglücklichen, Abstieg in die Adeccoligaen endete. Zu diesem Zeitpunkt hatte Strømstad bereits das Interesse mehrerer, vor allem aus Frankreich kommender Vereine, auf sich gezogen. Auf Drängen seines Vereins, die, traditionell finanzschwach, noch einen Transfererlös erzielen wollten, verhandelte er in Folge mit Stade Rennes und dem AS Monaco. Mit beiden Vereinen erreichte er jedoch keine Einigung. So spielte er noch zwölf Spiele für Start in der Adeccoligaen, ehe er von Le Mans UC verpflichtet wurde. In der Folge wurde der mittlerweile zum Kapitän ernannte Strømstad im Heimspiel gegen Kongsvinger IL unter tosendem Applaus verabschiedet. Aufgrund seiner Verbundenheit zum Verein war er bei Start der absolute Publikumsliebling. Die Tatsache, dass der Wechsel vor allem auf Drängen des Vereins vonstattenging, löste verschiedene Fanproteste aus. Unter anderem wurde gefordert, die Rückennummer 7, die Strømstad lange Zeit innehatte, nicht mehr zu vergeben.

### Mit Helstad in Frankreich
Le Mans, welches die Abgänge fast aller Starspieler, wie Túlio de Melo, Marko Baša oder Romaric zu verkraften hatte, verpflichtete ihn im Doppelpack mit seinem Landsmann Thorstein Helstad. Gleich in seinen ersten beiden Saisoneinsätzen für Le Mans, bereitete er jeweils ein Tor von Helstad vor. Schnell wurde daraufhin die neue „norwegische Achse“ gefeiert. Die Mannschaft startete in Folge auch stark in die Saison, baute aber früh auch wieder ab. Gemeinsam mit der Mannschaft verschlechterten sich auch die Leistungen von Strømstad. Am Ende konnte er in 23 Saisoneinsätzen keinen Treffer verbuchen und hatte auch nur vier Torvorlagen auf seiner Habenseite. Le Mans beendete die Spielzeit auf dem 16. Tabellenrang. In Folge geriet seine Karriere verletzungsbedingt ins Stocken. Nach nur vier Ligaspielen in eineinhalb Spielzeiten verlieh ihn Le Mans, inzwischen abgestiegen, wieder zurück an Start, wo er wieder zu seiner alten Form finden sollte. Doch auch bei Start plagte er sich weiterhin mit diversen Verletzungen und absolvierten in zwei Leihsaisonen lediglich zwanzig Spiele ohne Torerfolg. Zur Spielzeit 2011/12 spielte er noch 13 Ligaspiele für Le Mans, ehe er nach Ablauf seines Vertrags Ablösefrei abermals zurück nach Kristiansand wechselte. In Folge feierte er mit dem Verein den Meistertitel in der Adeccoliga und den damit verbundenen sofortigen Wiederaufstieg in die Tippeligaen, ehe er im Alter von 30 Jahren seine Profikarriere beendente. 2014 feierte er ein Comeback für den damaligen norwegischen Siebtligisten Tigerberget FK, von 2015 bis 2016 spielte er für den FK Donn auf Amateurbasis.

## Nationalmannschaft
Strømstad war Stammspieler in der Norwegischen U-16, U-17 und U-19-Auswahl. Für die U-21-Auswahl lief er aufgrund durchwachsener Leistungen im Verein lediglich zwei Mal auf. Eine Teilnahme an einer Jugend-Europa- oder Weltmeisterschaft blieb im verwehrt.
Ab 2005 war er auch für die Norwegische Fußballnationalmannschaft aktiv. Sein Debüt feierte er am 12. Oktober 2005 im Qualifikationsspiel für die Weltmeisterschaft 2006 in Deutschland gegen Belarus. Sein letztes Länderspiel absolvierte er am 11. Februar 2009 beim 0:1-Auswärtssieg gegen Deutschland.

## Erfolge
- 1× Vizemeister: Tippeligaen (höchste Spielklasse): 2005 (mit IK Start)
- 2× Meister: Adeccoligaen (zweithöchste Spielklasse): 2004 & 2012 (mit IK Start)
- 1× Meister: 2. Division Gruppe 2  (dritthöchste Spielklasse): 2002 (mit Bærum SK)